# Tappo a corona
Il tappo a corona è un tipo di tappo utilizzato per chiudere le bottiglie di vetro.  

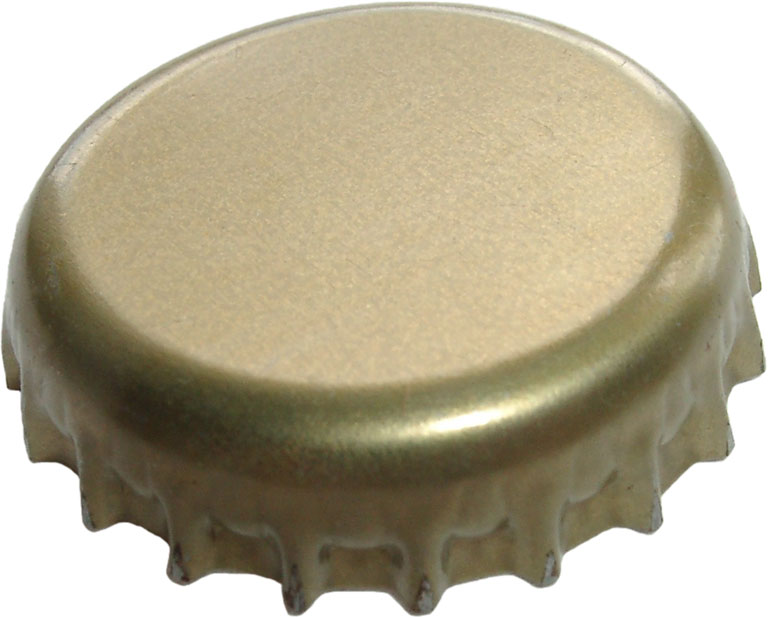
Crown Cork, tappo a corona

Il tappo è costituito da una capsula metallica (solitamente di alluminio) che tramite una macchina tappatrice manuale o pneumatica, si aggrappa alla bocca (cercine) della bottiglia e una sottile guarnizione di plastica (nei primi era in sughero), situata sotto la parte metallica interna, consente la tenuta stagna. Oltre a fungere da semplice chiusura, il tappo a corona viene utilizzato come blocco aggiuntivo del sottostante tappo di sughero, per vini fortemente gassosi.

## Storia

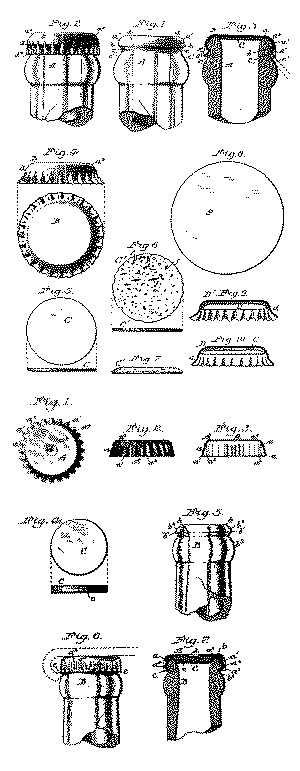
Brevetto del 1892

Fu brevettato per la prima volta da William Painter il 2 febbraio del 1892 a Baltimora e utilizzato esclusivamente dalla Crown Cork and Seal Inc. fino al 1911. Negli anni '30 venne usato anche come sistema di chiusura delle lattine. 
Painter ispirò, con il suo successo, King Camp Gillette che sviluppò le lamette Gillette. Il tappo a corona viene usato nel metodo classico, ad esempio nel vino spumante, nel periodo di fermentazione in bottiglia; dopo la "sboccatura" si procede con la chiusura con tappo di sughero. Nella seconda metà degli anni '60, sempre negli Stati Uniti, vengono creati i "tappi corona a vite" cioè tappi a corona svitabili e dunque richiudibili. Alla fine degli anni '60 il sughero posto all'interno del tappo viene sostituito da plastica.

## Nella cultura di massa
I tappi sono oggetto di collezionismo; il primato iscritto nel libro dei Guinness è del danese Helge Friholm che conta 81.270 tappi di 179 paesi diversi raccolti a partire dal 1950. Vengono usati come moneta in alcuni episodi della serie di videogiochi Fallout.

## Fabbricazione
Una norma per la chiusura delle bottiglie in vetro è la DIN 6094, e per il tappo a corona la DIN 6099.

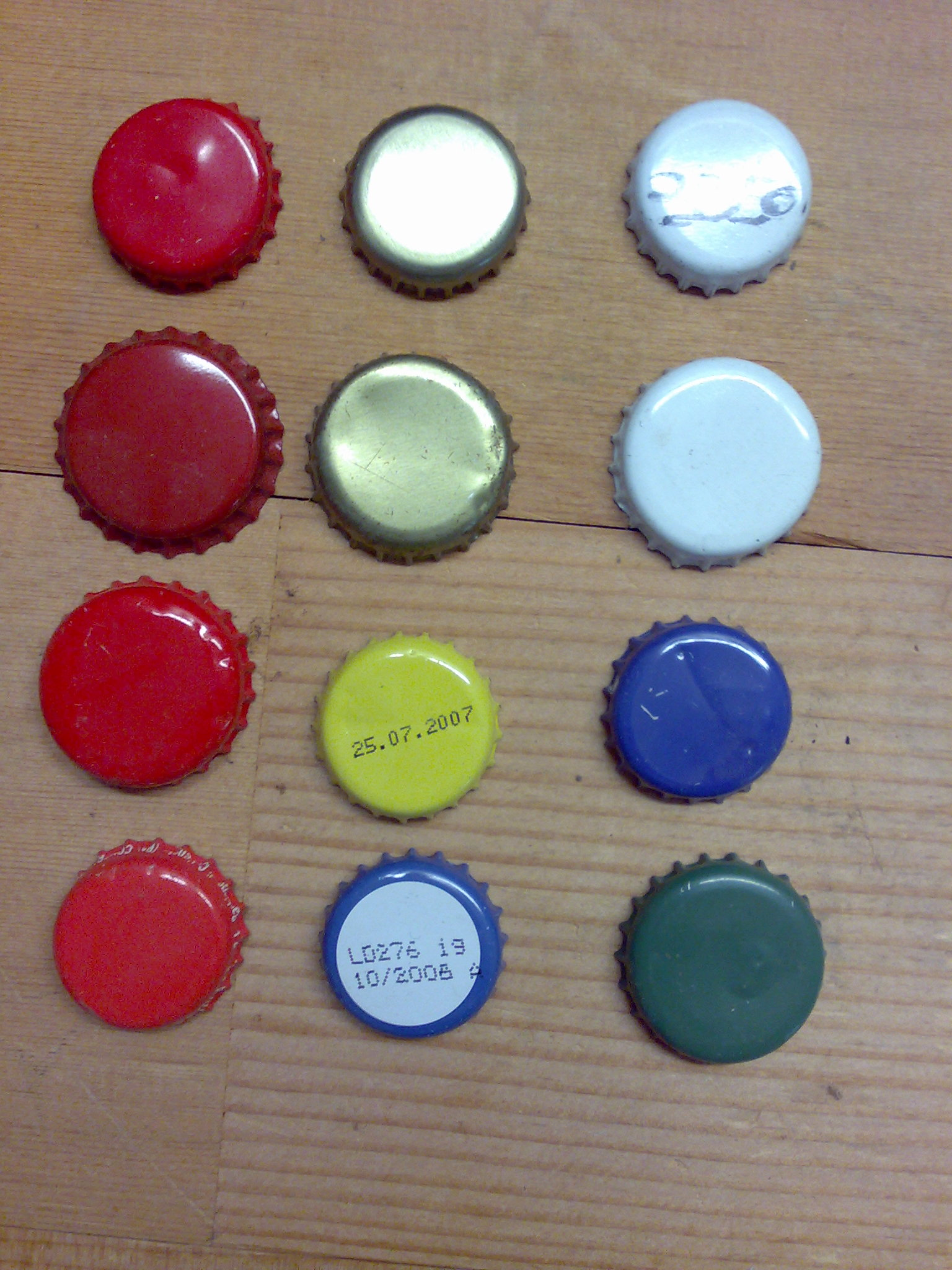
Alcuni tappi a corona

|                  | mm    | +/- mm |
| Diametro interno | 26,75 | 0,15   |
| Altezza          | 6,00  | 0,15   |
| Diametro esterno | 32,10 | 0,2    |
| Raggio           | 16,05 | 0,25   |
| Spessore         | 0,235 | 0,02   |
| Peso ca 2 g      |       |        |